# Мэлоун (фильм)
«Мэлоун» (другое название — «Агент Мэлоун», англ. Malone) — кинофильм по роману Уильяма П. Уингейта.

## Сюжет
Отставной агент ЦРУ Ричард Мэлоун (Бёрт Рейнольдс) ищет, где ему поселиться после долгих лет службы своей стране. Когда он проезжает через небольшой городок Комсток, у него ломается машина. Вынужденный задержаться на несколько дней, он заводит в городе знакомства и дружеские связи. Вскоре он узнаёт, что Комсток находится под властью местного воротилы Чарльза Дилэйни (Клифф Робертсон), который не остановится перед преступлением, чтобы её сохранить. Мэлоун вступает с Дилэйни в конфликт…

## В ролях
- Бёрт Рейнольдс — Ричард Мэлоун
- Клифф Робертсон — Чарльз Дилэйни
- Лорен Хаттон
- Кеннет МакМиллан
- Синтия Гибб
- Скотт Уилсон
- Филип Энглин

## Съёмочная группа
- Режиссёр: Харли Коуклисс
- Продюсер: Жерар Крос
- Сценарист: Кристофер Франк, Уильям П. Уингейт (автор романа)
- Композитор: Дэвид Ньюман
- Оператор: Джералд Хиршфелд